# Селище Основа (місцевість)
Осно́ва або Нова Основа — історичний південний район міста Харкова. Переважно забудований приватним сектором. Уздовж Аерокосмічного проспекту забудований двоповерховими повоєнними будівлями. У районі залізничної станції Основа — багатоповерхові (9 поверхів) будинки.

## Географічне положення
Район станції Основа лежить у південній частині сучасного Харкова, в Основ'янському адміністративному районі.

## Межі району
Північна частина району пролягає залізничною лінією і зближується з проспектом Гагаріна. У вузькому перешийку район станції Основа переходить в інший район — Качанівку.
Східний частина району станції Основи пролягає проспектом Гагаріна (колишня назва — вулиця Зміївська). Вулиця Вокзальна (район дитячого санаторію) відокремлює Основу від Одеської вулиці (район Харкова). Основа продовжує простягатися далі на північ, але на відстані від проспекту Гагаріна.
Південна межа району пролягає Мерефянським шосе. Ця частина району станції Основа має назву — Мерефянка.
Західна частина Основи пролягає по залізничній лінії, відділяє район станції Основа від інших районів:
- Жихор (південний захід);
- Диканівка (захід);
- Верещаківка (північний захід).

## Історія
У 1908 році відкрито станцію Південної залізниці Основа, у 1911 році — локомотивне депо «Основа». Саме тут утворений потужний залізничний вузол Харкова. На той час місцевість поблизу станції із забудовою стала робітничим селищем залізничників, які обслуговували станцію та локомотивне депо. Частину прилеглих земель викупили жителі села Основа, і житло, зведене тут, здавалось в оренду. Забудова в районі станції — це планові триповерхові будівлі 1910 року. Так само дво- й триповерховими «конструктивістськими» будівлями збагачується селище Основа наприкінці 1920-х — початку 1930-х років (Південнопроєктна вулиця, 12, 14, 16; вулиця Антоніна Сохора, 3). У цей же час відкрили середню школу № 34 (вул. Локомотивна) й Будинок відпочинку поїзних бригад (вул. Деповська, 14).
Третій період в історії району Основи — післявоєнний (з 1945 року). Вздовж проспекту Гагаріна відбувається забудова двоповерховими будинками за типовими й індивідувальними проєктами.
З середини 1970-х років у місцевості зведено кілька багатоповерхових будинків на вулицях Валдайській, 24—32, Вокзальній, 10, Деповській, 2-А) та Локомотивній (№ 6).

## Релігія

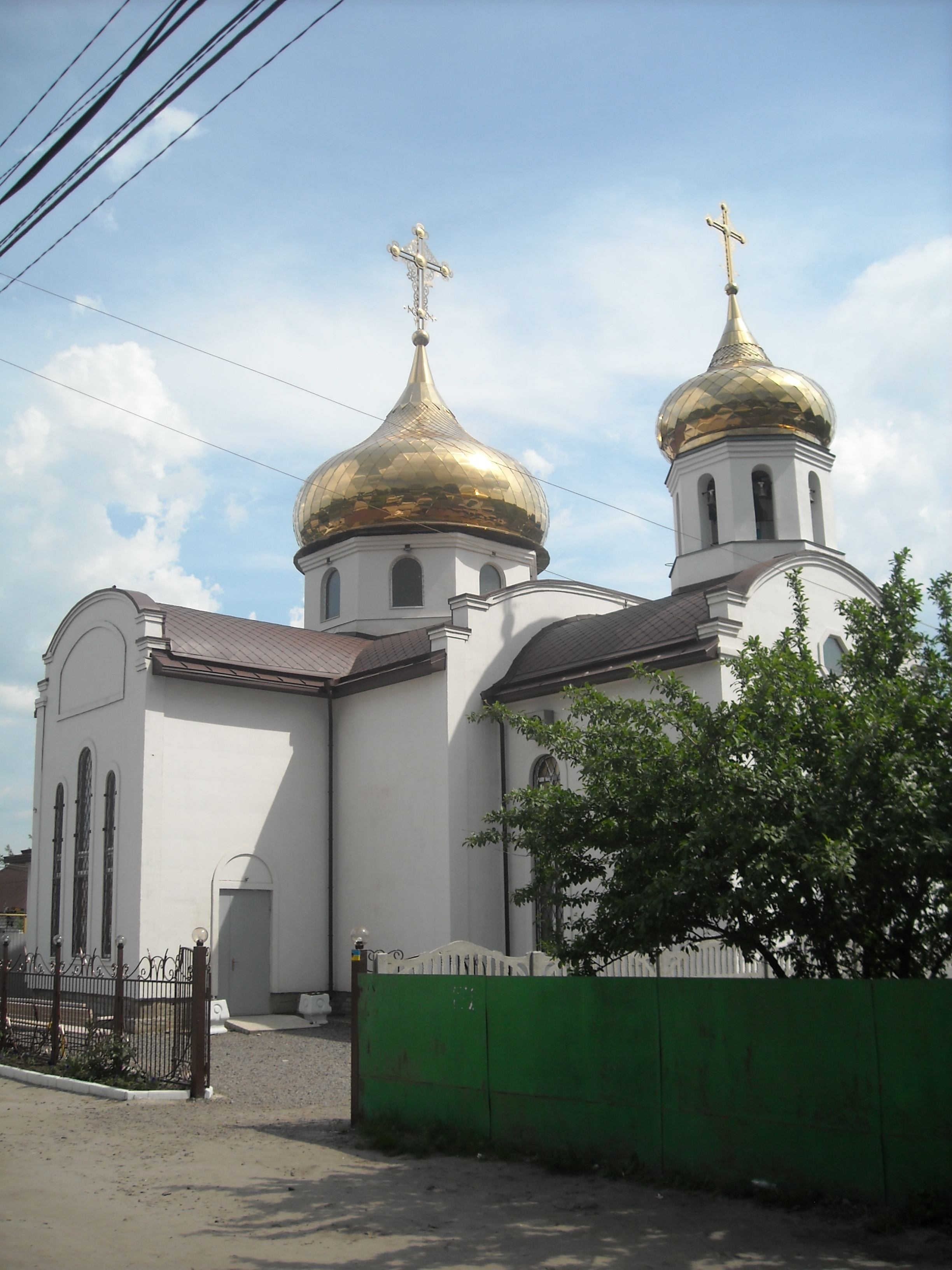
Свято-Покровський храм

На території Основи є Свято-Покровський храм (вул. Зелена, 18). Храм кілька разів змінював своє місце розташування. Про те, що в перші роки існування селища (1910 рік) на території Основи існувала церква, інформація відсутня. Проте відомо, що станом на 1941 рік прихід вже існував. Спочатку храм був на вулиці Карташевській (нині — провулок Ризький). У повоєнний час (1945—1948) храм функціонував, проте у 1948 році його будівлю віддали артілі «Комунар», а храм закрили. Через декілька місяців, зусиллями парафіян, для храму придбали нове приміщення (приватний будинок), в якому храм далі функціонував. З 2005 року храм перебудовувався і набув сучасного вигляду. На храмовому подвір'ї також є будинок, де мешкає священник зі своєю родиною.
Храм має такі святині, як ікони Ісуса Христа (написана й освячена на святій горі Афоні), Тихвінської Божої матері (знайдена в Шарівці та подарована храму).

## Топоніміка
Історія району пов'язана із залізницею, що відображено й у назвах вулиць селища (Південнопроєктна, Деповська, Бригадна, Вокзальна, Привокзальна, Дорожня, Кондукторська, Машиністів та Естакадна); провулки — Привокзальний, Диспетчерський, Кондукторський та в'їзд Машиністів.

## Водойма
Місцевість лежить у низині, що робить її частково заболоченою з неглибоким горизонтом ґрунтових вод.
На території Основи розташований Основ'янський гідропарк. Основ'янське озеро (за радянських часів мало назву — Комсомольське) — одне з найулюбленіших місць відпочинку харків'ян. Зі сторони річки Уди (на південний захід) до озера підходить Щербачівський бір, що робить береги озера мальовничими та затишними. Північна частина озера має косу, яка облаштована для відпочинку відвідувачів.
Територією Основи тече річка Сухий Жихор, яка бере початок біля селища Герцена (район Харкова). Річка тече зі сходу на захід через історичні райони Харкова: селище Герцена, Дружба, Основа, Одеська, Кабиштівка, Диканівка. Біля проспекту Гагаріна річка стає підземною, щоб знову з'явитися біля перетину Харківської та Вокзальної вулиць, що на Основі.

## Інфраструктура
- Лінійний відділ поліції УМВС (вул. Привокзальна, 18).

### Освіта і наука
- 4-й корпус Українського державного університету залізничного транспорту — Кафедра «Фізичне виховання та спорт» УкрДУЗТ (2-й Деповський провулок, 2-А, 61009)
- Коледж транспортних технологій (вул. Локомотивна, 3-А)
- Гімназія № 34 (вул. Локомотивна, 2)
- Гімназія № 35 (пров. Лиманський, 6)
- Спеціалізована школа I—III ступенів № 66 (просп. Гагаріна, 260)

### Спорт
- Стадіон «Південний» УкрДУЗТ (2-й Деповський пров., 2-А)

### Промисловість
- Локомотивне депо «Основа» (ТЧ—3) (1911)
- БМЕУ-3 — Основ'янське будівельно-монтажне експлуатаційне управління Служби цивільних споруд (СЦС) ПЗ (1936)[1].
- БМП-655 — Основ'янський будівельно-монтажний поїзд Служби цивільних споруд (СЦС) ПЗ (1936)
- Харківський завод транспортного обладнання (1943)[2].

### Лікувальні заклади
- Вузлова лікарня станції Харків. Структурний територіальний галузевий підрозділ Південної залізниці (вул. Антоніна Сохора, 5-А)
- Санітарно-епідеміологічна станція (вул. Антоніна Сохора, 5-А)
- Дитяча поліклініка (Вокзальна вул., 10)

### Пошта
- Відділення Укрпошти № 9, 80

### Банки
- Ощадбанк (вул. Валдайська, 24)

### Торгівля
- «Нова лінія» (просп. Гагаріна, 318);
- Салон продажу «Mazda, Альфа-М Плюс» (просп. Гагаріна);
- Салон продажу «Acura, Альфа-М Плюс» (просп. Гагаріна).
- Маркети:
  - «Полюшко» (просп. Гагаріна, 302);
  - «Полюшко» (вул. Валдайська, 26).
- Ринки:
  - Ринок біля станції «Основа» (вул. Вокзальна);
  - Критий ринок біля (вул. Валдайська № 26).

### Дозвілля
- Парк залізничників станції «Основа»;
- Основ'янський гідропарк;
- Кафе «Основа» (вул. Південнопроєктна, 8).

## Транспорт
Основа має розвинуте транспортне сполучення з іншими районами як міста, так і області. Біля залізничної станції Основа є кінцева зупинка тролейбусів та автобусів. Також дуже жвава транспортна магістраль — проспект Гагаріна.

### Тролейбус
- Маршрут № 6 — сполучає вокзал станції Основа зі станцією метро «Проспект Гагаріна», вокзалом Харків-Левада та має кінцеву зупинку «Вулиця Університетська» (кінотеатр «Зірка») в історичному районі міста Поділ (центральна частина міста).

### Автобуси і маршрутне таксі
Маршрути сполучають:
- № 79 — вокзал станції «Основа» зі станцією метро «Проспект Гагаріна»;
- № 225 — станцію Основа зі станцією метро «Академіка Барабашова»;
- № 244 — станцію Основа зі станцією станцію метро «Холодна Гора»;
- № 260 — станцію Основа з БК ХЕМЗ, біля станції метро «Захисників України»;
- № 123 — станцію метро «Проспект Гагаріна» з Основ'янським озером;
- № 110 — перехрестя вулиці Одеської та проспекту Гагаріна з Основ'янським озером;
- № 232 — Нову Баварію зі станцією метро «Метробудівників» (через Основ'янське озеро);
- № 102 — Основ'янське озеро з районом ХТЗ.

## Пам'ятники
На території Основи є декілька пам'ятників, серед них меморіал полеглим у німецько-радянській війні (1941—1945), розташований в Основ'янському парку. На території локомотивного депо «Основа» встановлені пам'ятний знак загиблим під час німецько-радянської війни працівникам депо і локомотив-пам'ятник CO17-2327 «Серго Орджонікідзе». У 2012 році, під час Євро-2012, на території вокзалу станції Основа розташовувалася інсталяція у вигляді футбольного м'яча.
Наявні пам'ятники

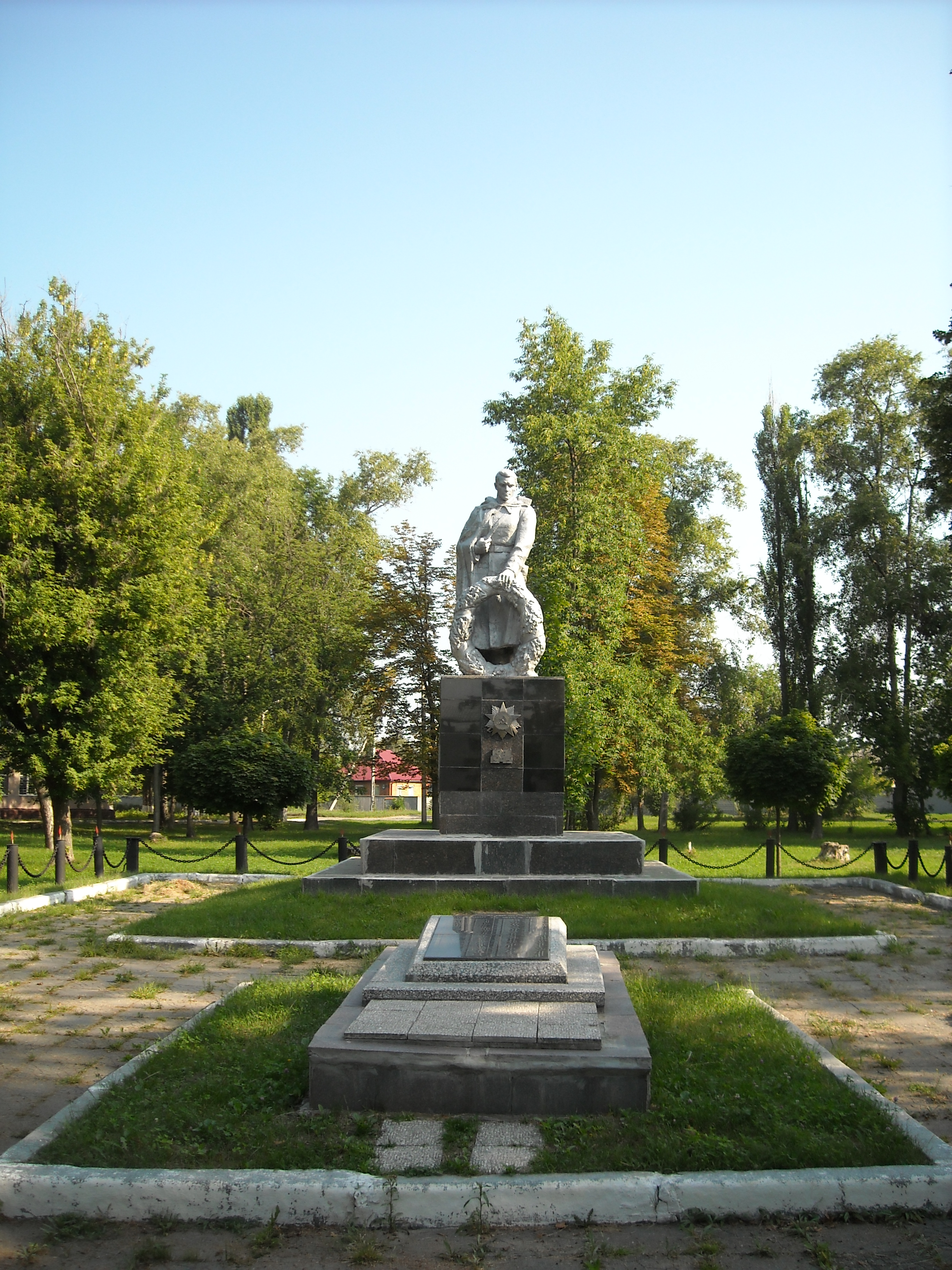
Меморіал загиблим у німецько-радянській війні (1941—1945) (Основ’янський парк)
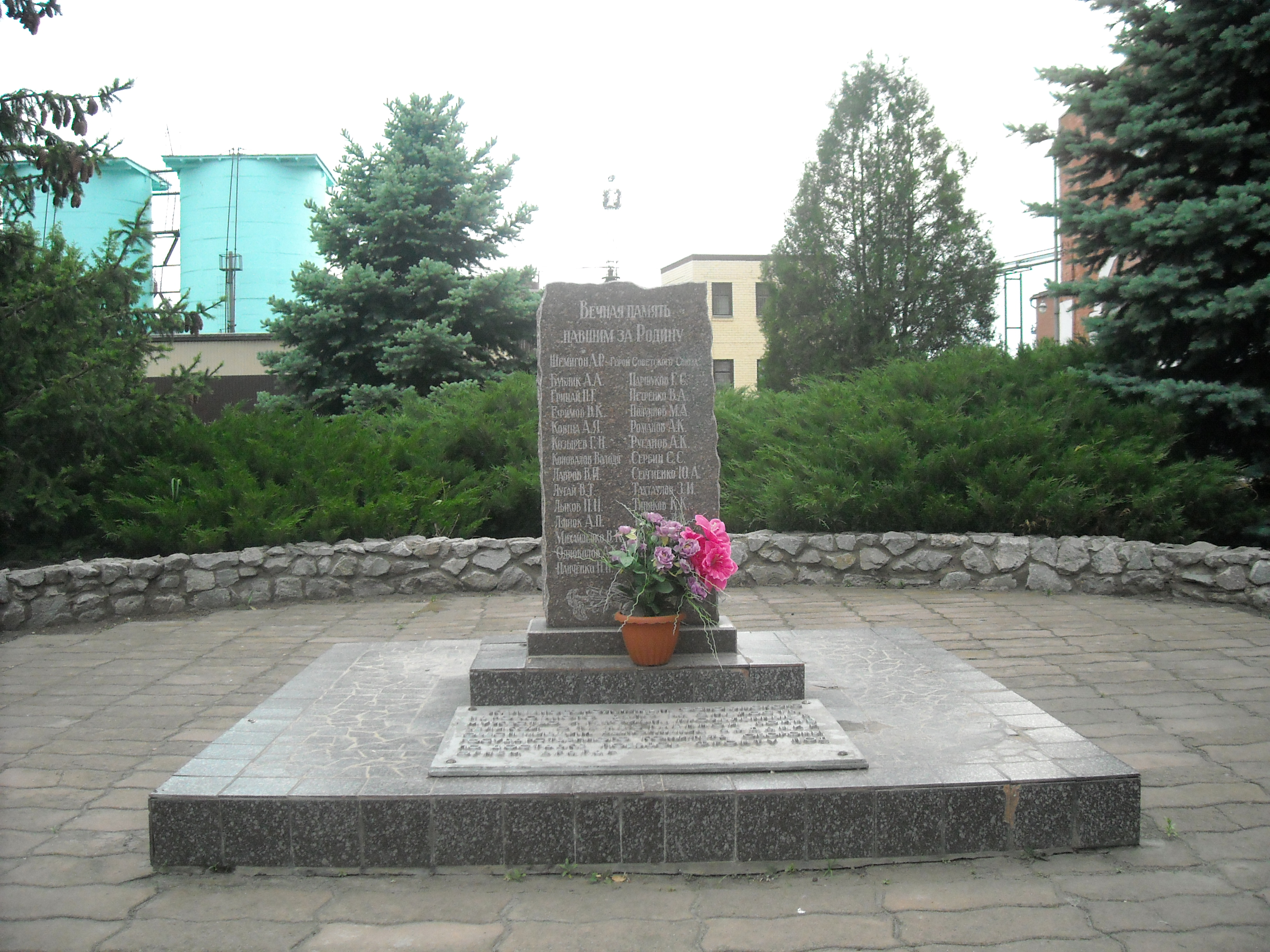
Пам’ятник загиблим у Німецько-радянській війні (1941-1945) працівникам локомотивного депо «Основа»
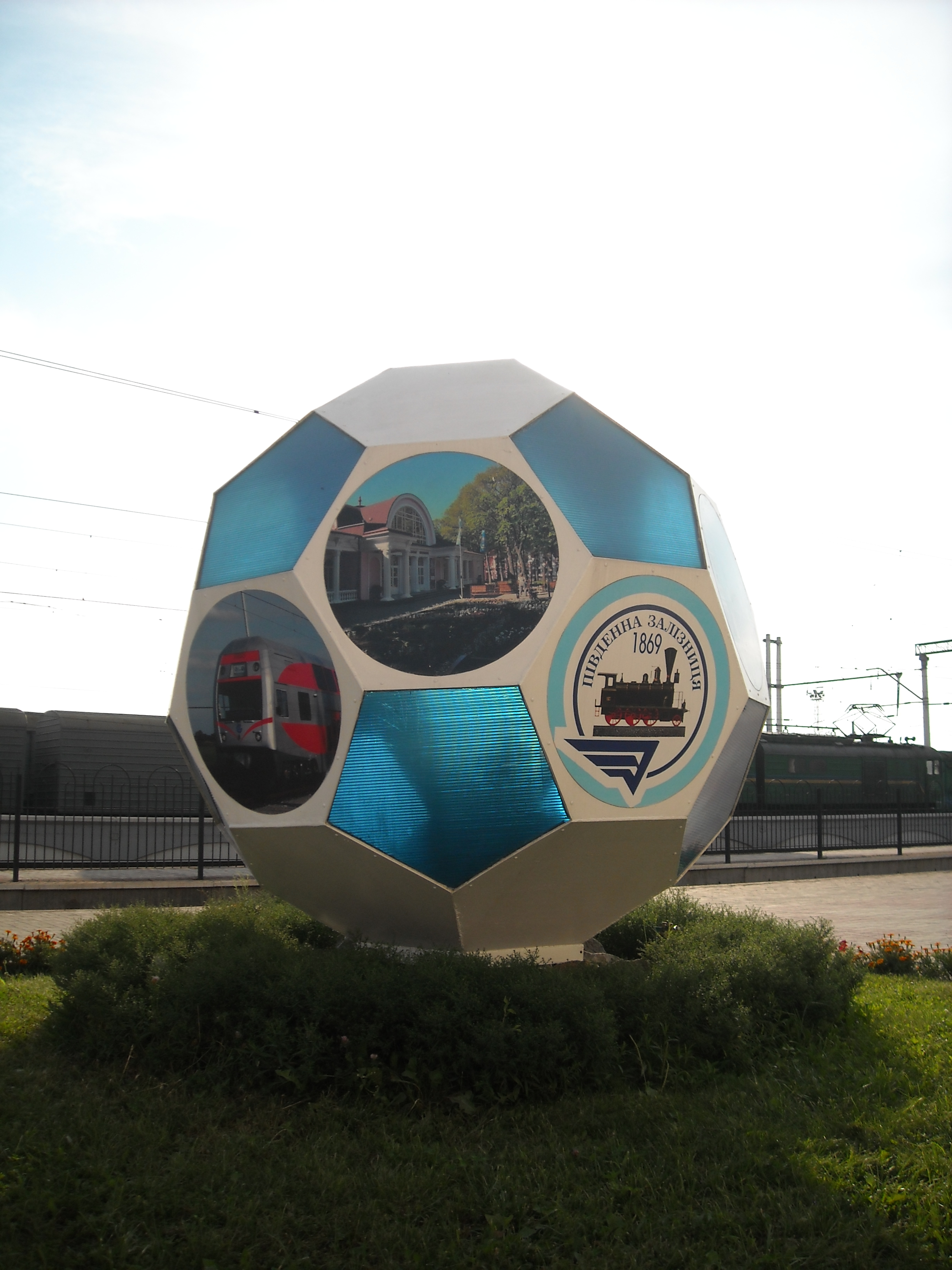
Інсталяція біля вокзалу станції Основа до Євро-2012
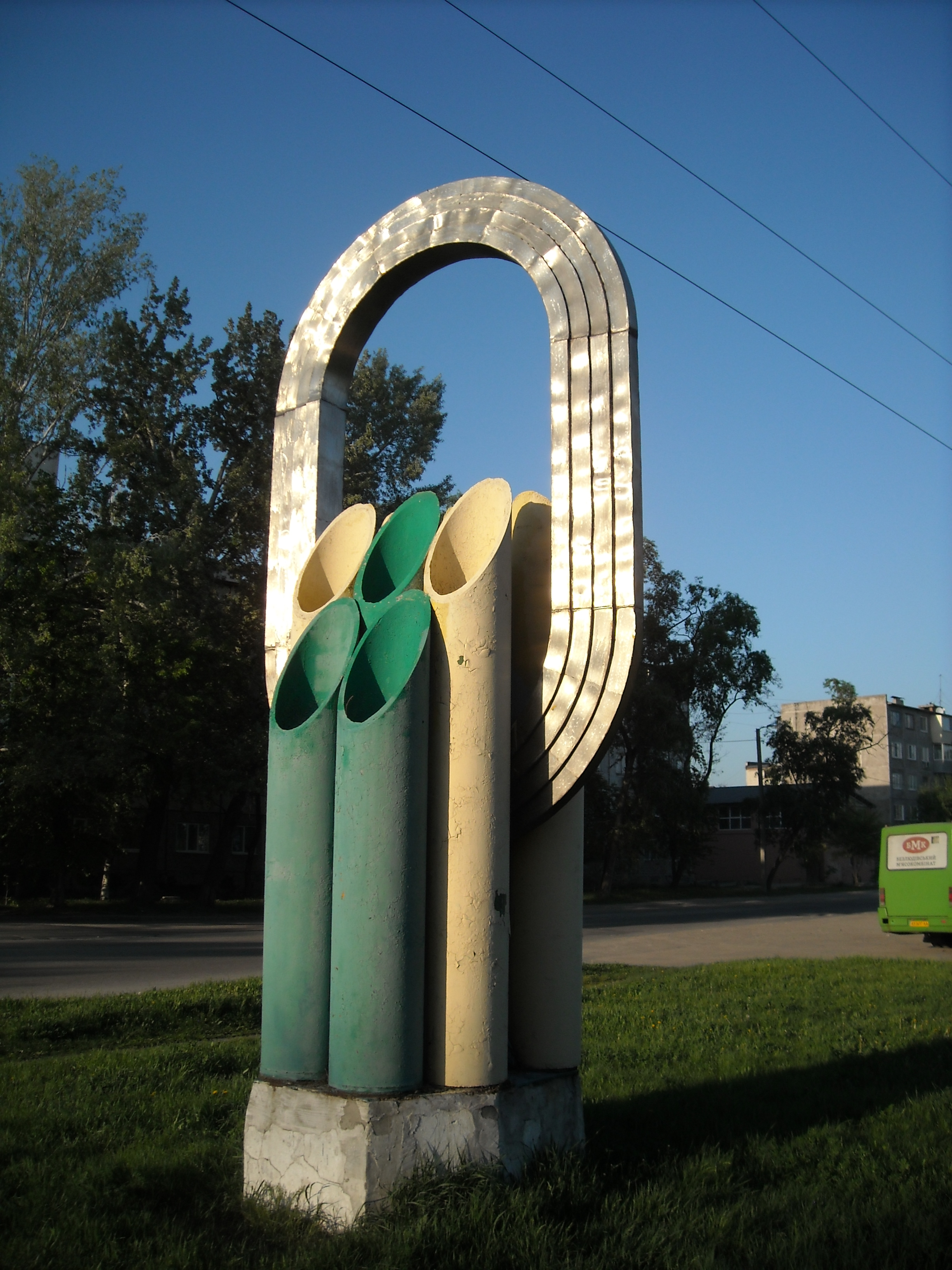
Пам'ятник біля Основ'янського озера, присвячений Літнім Олімпійським іграм—1980

В Основі також ще були пам'ятники, які нині демонтовані. Серед них пам'ятники: Володимирові Леніну перед залізничним вокзалом (демонтований у 2014 році) та в Основ'янському парку (демонтовано на початку 2000-х років). Також у сквері біля вокзалу був встановлений пам'ятний знак учасникам Громадянської війни на теренах колишньої Російської імперії, які воювали на стороні більшовиків.
У депо «Основа» був локомотив-пам'ятник 9П-749, згодом перевезений до музею історії та залізничної техніки Південної залізниці, ставши частиною його експозиції.
Пам'ятники, які раніше розміщувалися на Основі

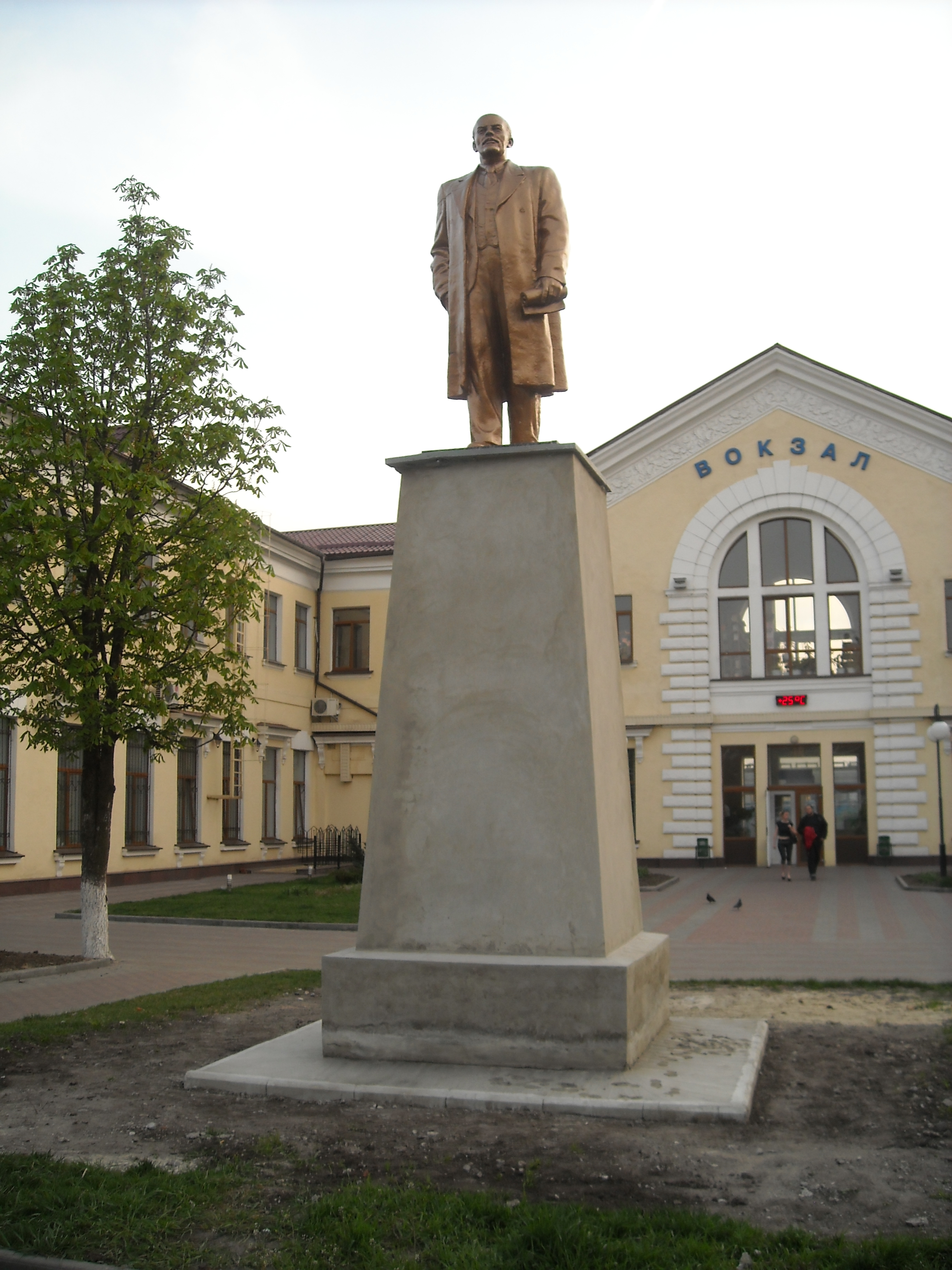
Колишній пам'ятник Леніну перед вокзалом станції Основа (демонтований у 2014 році)
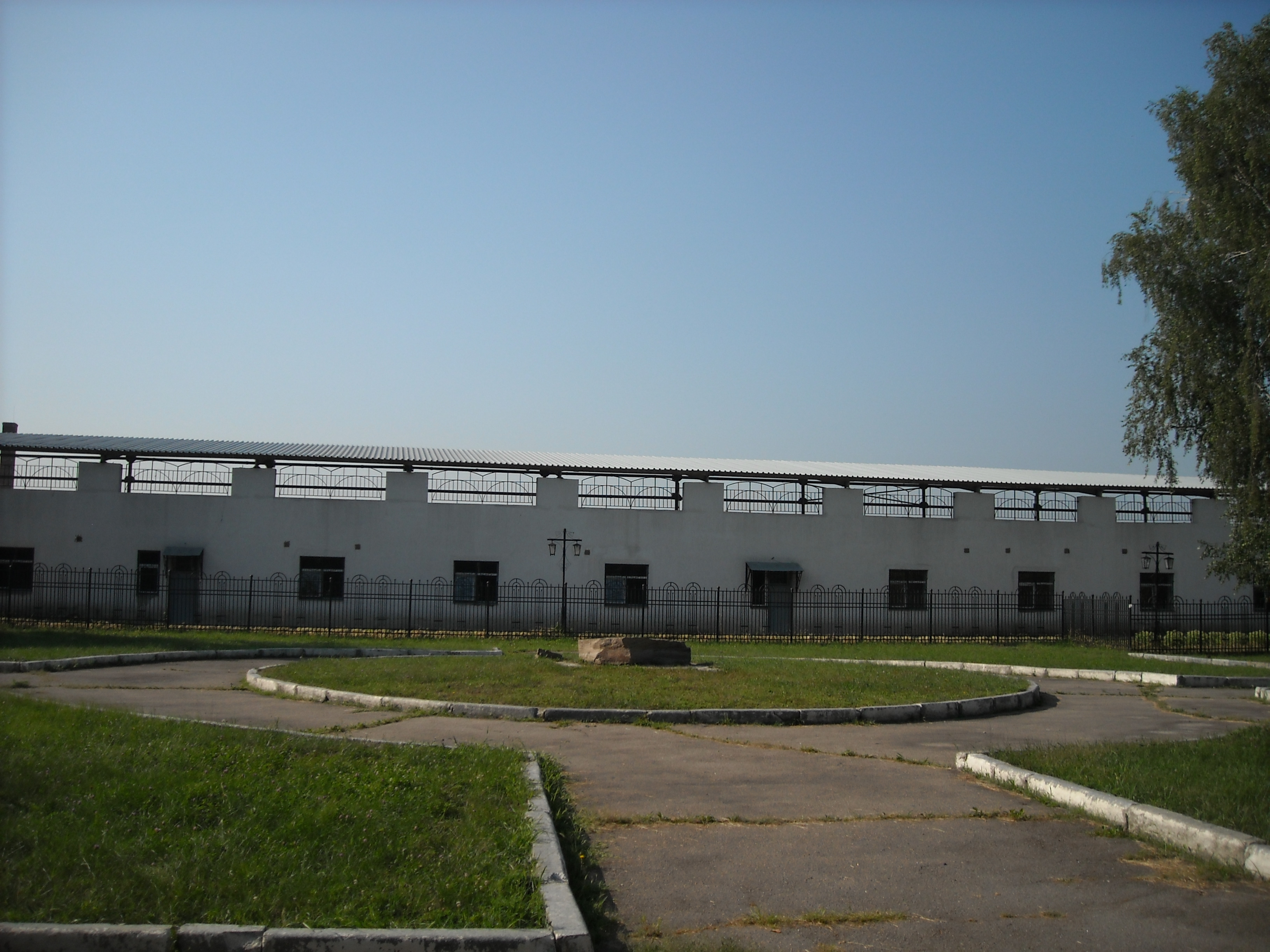
Постамент, який залишився від пам'ятника Леніну в Основ'янському парку
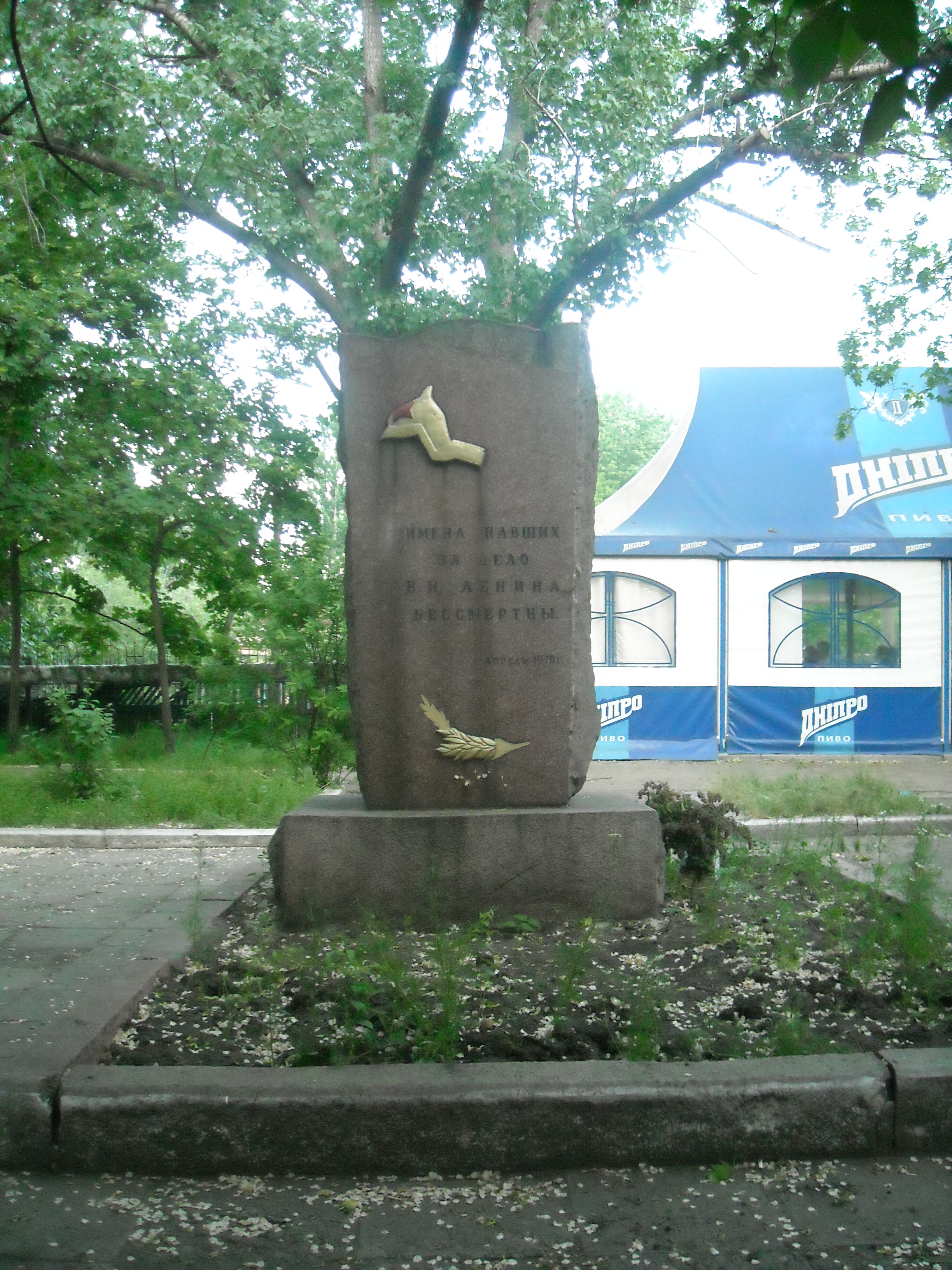
Пам'ятник учасникам Громадянської війни (демонтований у 2014 році)

Локомотиви-пам'ятники

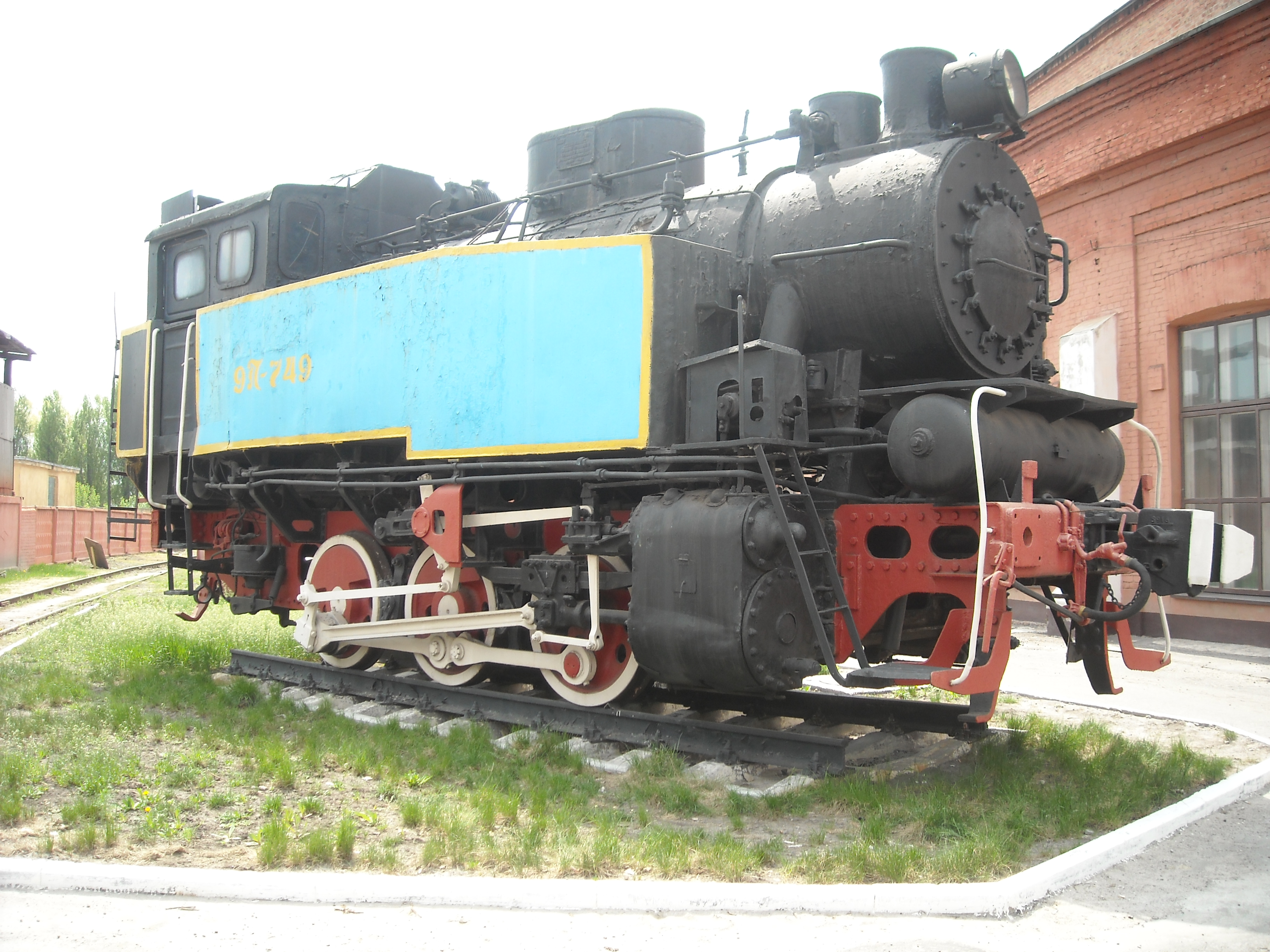
9П-749
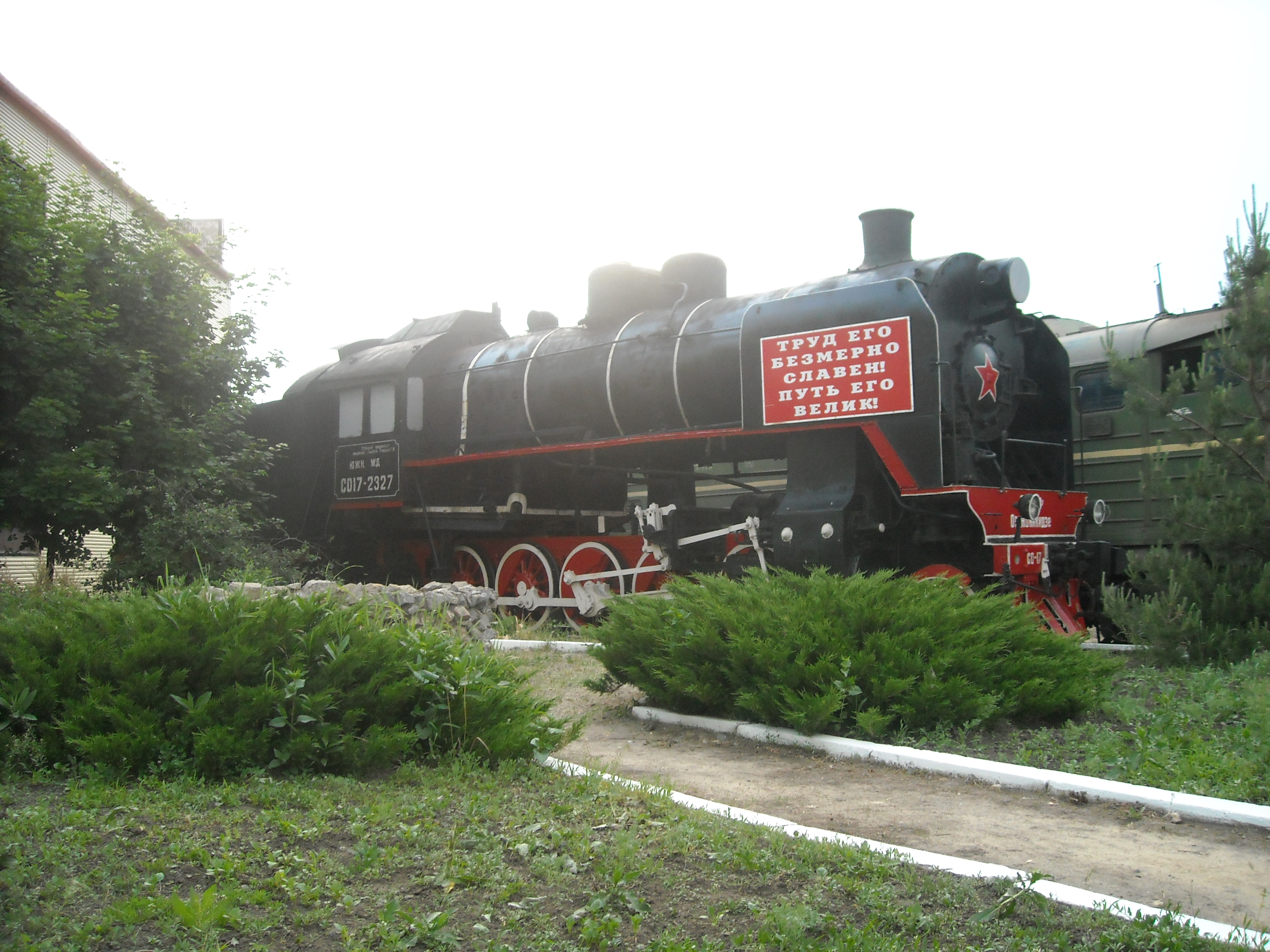
CO-17-2327

## Цікаві факти
- У різних населених пунктах Харківщини (Красноград, Чугуїв) та інших регіонів та країн (Краснодар, Москва, Воронеж тощо) є вулиці Харківські, проте в самому Харкові також є вулиця Харківська — вона пролягла в Основі ще з часів, коли селище не входило до складу міста (існує на мапі міста 1938 року).
- 6 грудня 1932 року почав працювати новий харківський аеропорт «Основа». Розташовувався аеропорт за 12 км на північ від центра міста. Нині ця місцевість увійшла в межі міста, стала центром району «Аеропорт». Сам аеропорт, відомий як Міжнародний аеропорт «Харків», за аеронавігаційними паперами є «Харків (Основа)».
- На одному зі старих дзвонів Свято-Покровського храму є напис Валдай, за назвою міста, де його виготовлено. За збігом вулиця Зелена, де розташовано храм, виходить на вулицю Валдайську. Старе місце розташування храму (пров. Ризький) також перетинає Валдайську вулицю.

## Персоналії
- Євдокимова Алефтина Миколаївна (нар. 1939) — радянська й російська актриса театру і кіно.

## Галерея

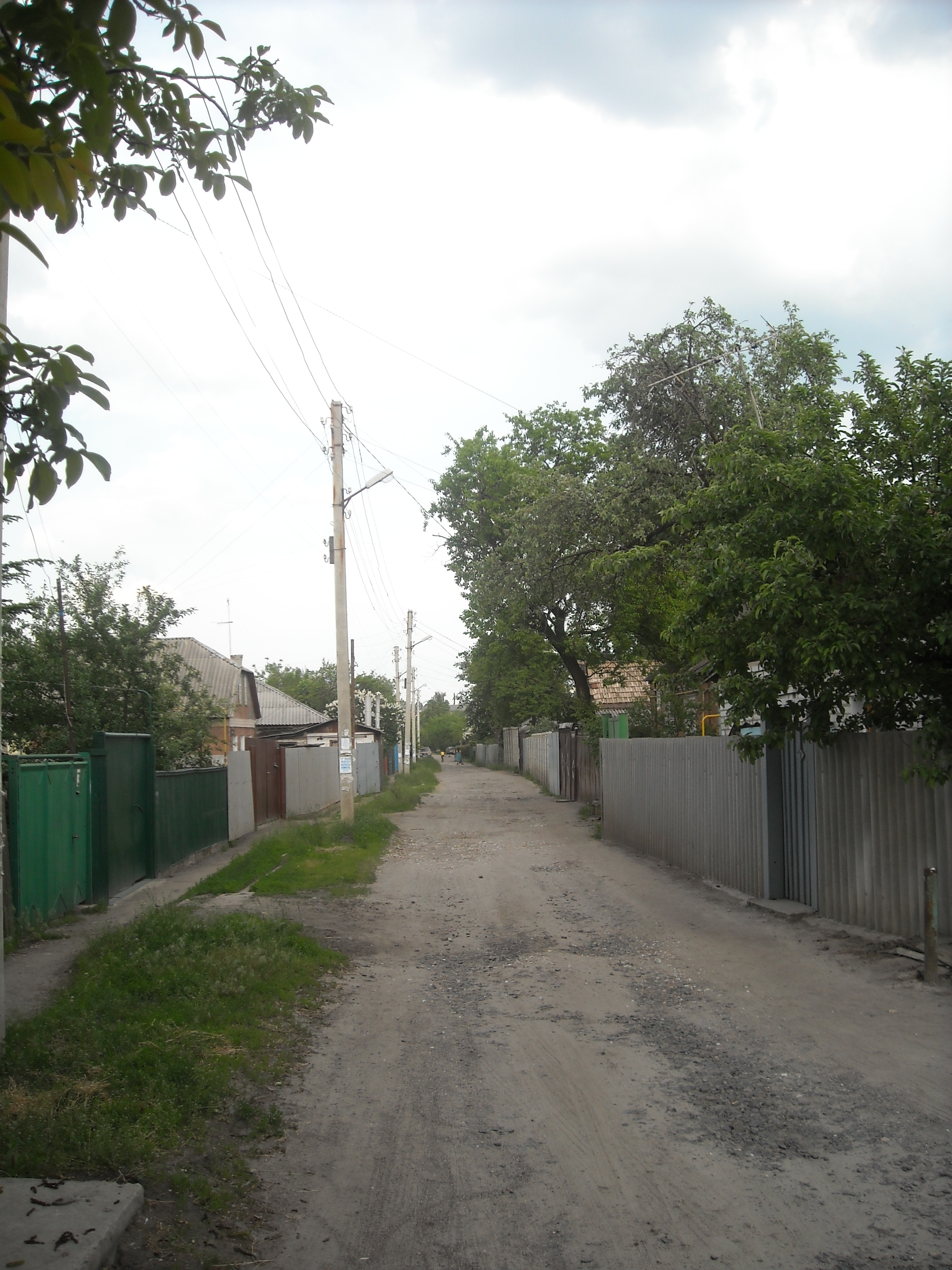
Вулиця Бригадна, типова вулиця Основи з одноповерховими приватними будинками
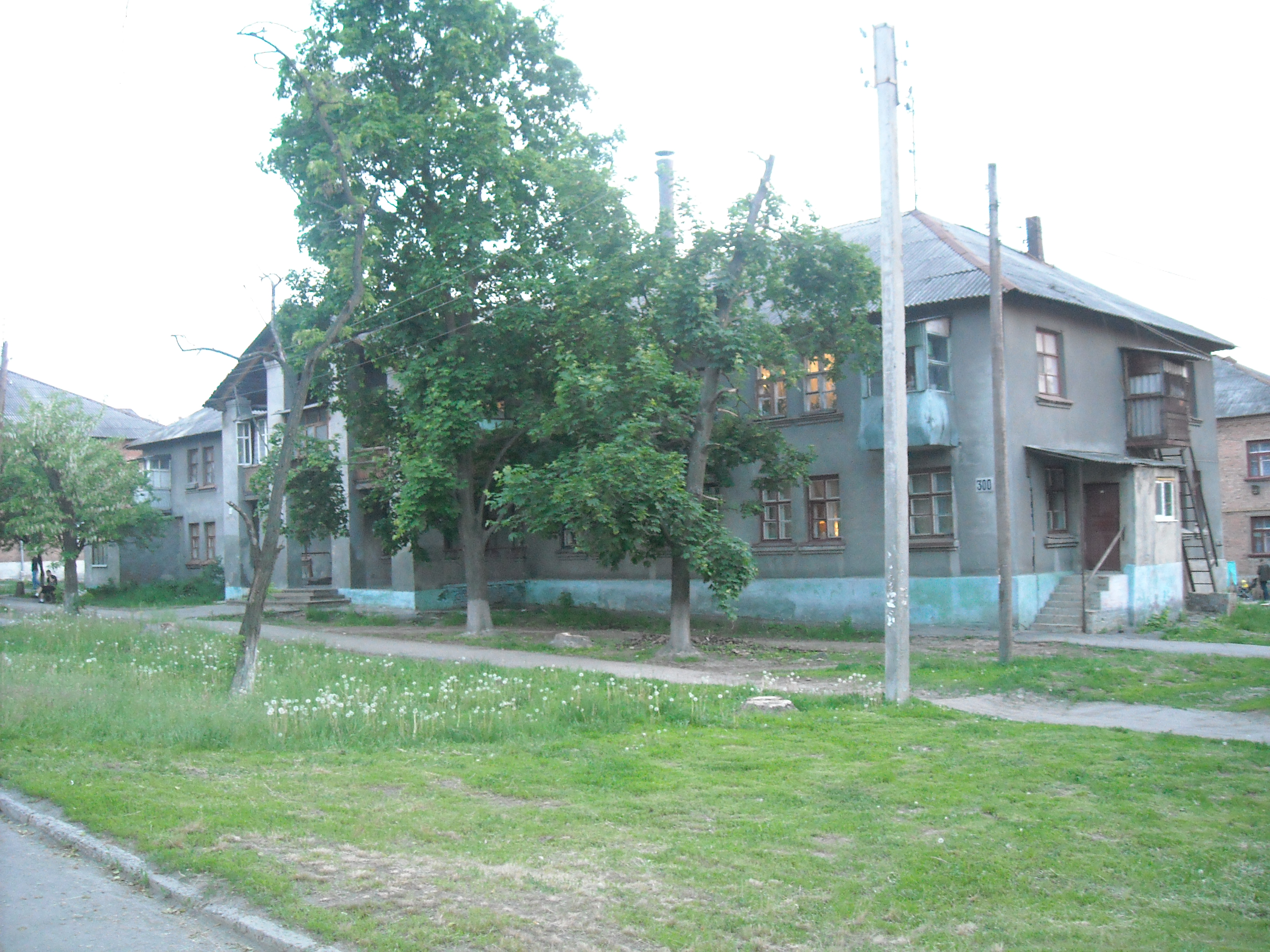
Проспект Гагаріна, 300
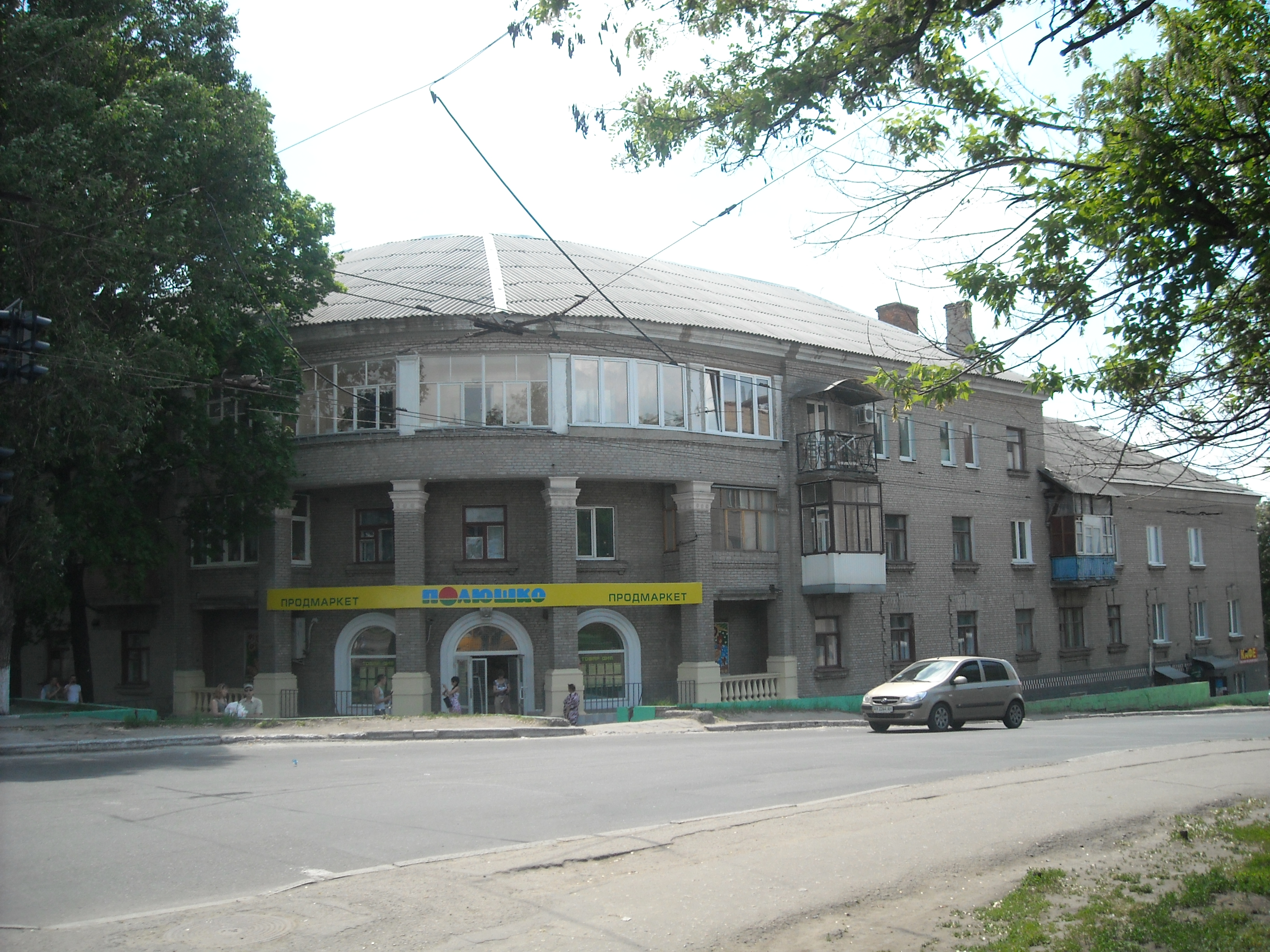
Проспект Гагаріна, 296